# Viktor Glondys
Viktor Glondys (n. 1882, Bielitz-Biala, Silezia, Austro-Ungaria – d. 28 octombrie 1949, Sibiu, Republica Populară Română) a fost un cleric luteran austriac, care a îndeplinit funcția de episcop al Bisericii Evanghelice de Confesiune Augustană din România în două rânduri (1932-1941 și 1944-1945).

## Biografie
S-a născut într-o familie catolică din orașul multietnic și multiconfesional Bielitz-Biala (azi Bielsko-Biała) din Silezia austriacă. Tatăl său, Joseph Glondys (1834-1906), deținea o brutărie și avea cinci copii împreună cu soția sa, Johanna. El se considera în primul rând un cetățean austro-ungar și apoi un membru al națiunii germane și a insuflat copiilor săi respectul pentru diversitatea culturală.
Viktor Glondys a urmat școala primară germană din Bielitz-Biala (1889-1893) și Gimnaziul umanist din Bielsko (Silezia) (1894-1901). A studiat apoi filozofia la Universitatea din Graz. În această perioadă s-a înstrăinat din ce în ce mai mult de Biserica Romano-Catolică, fiind interesat de învățăturile lui Martin Luther cu privire la justificare, cu o semnificație deosebită în credința protestantă. Din acest motiv, el s-a convertit la luteranism în anul 1903. A studiat teologia evanghelică la Viena și la Marburg (Lahn) și a susținut examenele la Viena. În anul 1907 a devenit pastor evanghelic. Și-a început activitatea pastorală în Bucovina, ca vicar la Eisenau, azi Prisaca Dornei, care funcționa ca filie a Parohiei Iacobeni.
În 1909 a fost transferat vicar în orașul Cernăuți și a fost ales în anul 1911 paroh orășenesc (Stadtpfarrer), deținând această funcție până în 1922. A obținut în 1917 titlul de doctor în filozofie al Universității din Graz, iar în 1919 a devenit doctor habilitat al Facultății de Filozofie din cadrul Universității „Franz Joseph” din Cernăuți. În 1922 a fost ales paroh orășenesc (Stadtpfarrer) al Brașovului, în 1930 a devenit vicar episcopal și în noiembrie 1932 episcop al Bisericii Evanghelice din România.
El s-a opus ideologiei fasciste care câștiga tot mai mulți adepți și a susținut coexistența pașnică a oamenilor de diferite naționalități și religii în Transilvania. În 1931 el a vorbit într-o predică despre Parabola bunului samaritean împotriva atitudinii rasiste promovate de reprezentanții teologiei populare în cadrul populației săsești din Transilvania. Porunca iubirii universale a lui Isus este valabilă
| “ | și pentru chinezi și negri, ca și pentru evrei și occidentali, atât în vremea lui Isus, cât și astăzi și în toate timpurile. | ” |

În timpul mandatului său, Glondys a fost frecvent atacat de grupurile naționaliste și antisemite. Unul dintre cei mai fanatici reprezentanți ai acestora era Friedrich Benesch, pastorul din Birk. Consistoriul Bisericii Evanghelice condus de episcopul dr. Viktor Glondys a declanșat în 1936 o serie de proceduri de punere sub acuzare a acestui preot pentru desfășurarea de activități politice național-socialiste în timpul serviciilor religioase. Benesch a depus în 1939 o cerere de aderare la SS, fiind considerat până la retragerea acestei cereri drept „candidat SS”. Mai târziu a părăsit Biserica Evanghelică și a început să se ocupe de antroposofie. A devenit preot și profesor în cadrul cultului Comunitatea Creștinilor.
În februarie 1941, când ideologia național-socialistă a început să devină predominantă în rândul populației germane din România și în structurile Bisericii Evanghelice, Viktor Glondys a fost obligat să demisioneze din funcția de episcop, pe care o deținea din 1932. A fost înlocuit cu episcopul pronazist Wilhelm Staedel. Cu toate acestea, și-a continuat activitatea teologică la Academia Teologică Evanghelică din Sibiu. Atunci când situația politică internă din România s-a schimbat dramatic prin răsturnarea regimului antonescian de către forțele politice antinaziste, Glondys a revenit la 23 august 1944 ca episcop, dar a demisionat din această funcție în 1945, continuând să predea cursuri la Academia din Sibiu. A reprezentat Biserica Evanghelică de Confesiune Augustană din România la Federația Luterană Mondială și la Gustav-Adolf-Werk. A fost fondator și director al Asociației Bisericilor Protestante Germane din Europa de Sud-Est și membru al Senatului Academiei Luther din Sondershausen.
Viktor Glondys s-a căsătorit cu Alice Mayer, fiica unui hofrat, și a avut cu ea un fiu pe nume Kurt.

## Onoruri
Facultatea de Teologie a Universității din Breslau i-a acordat în 1930 titlul de doctor honoris causa.

## Lucrări
- Über Komponenten und Projektionen der Empfindung, Cernăuți: Selbstverl., 1919
- Unser Weihnachtsglaube, Sibiu: [Honterus-Buchdr. u. Verlagsanst. d. ev. Landeskirche A. B. in Rumänien], f.a.
- Einführung in die Erkenntnistheorie, Viena: W. Braumüller 1923
- Zur Problematik des christlichen Gottesglaubens. Ein Versuch zur Überwindung intellektueller Glaubenshemmungen, Sibiu, 1929
- Das Problem des religiösen Determinismus, Sibiu: Honterus Buchdr., [aprox. 1930]
- Der Lehrgehalt des Augsburgischen Bekenntnisses, Sibiu: [Honterus-Buchdr. u. Verlagsanst. d. evang. Landeskirche A. B. in Rumänien], [aprox. 1930]
- Euckens „Wahrheitsgehalt der Religion” und die gegenwärtige Krise der evangelischen Theologie, Jena, 1930
- Religionsverlust und Volksverfall, 1930
- Was verdanken die Siebenbürger Sachsen ihrer Kirche? [aprox. 1931]
- Volksmissionarische Aufgaben unserer Kirche, Sibiu: Honterus-Buchdr. u. Verlagsanst. d. ev. Landeskirche A. B. in Rumänien, 1931
- Auf ewigem Grunde, Sibiu: Krafft & Drotleff, 1933
- Antrittspredigt aus Anlaß seiner feierlichen Einführung am 29. Mai 1933, Sibiu: Honterus-Buchdr. u. Verl. Anst. d. evangelischen Landeskirche A. B. in Rumänien, 1933
- Bildnis eines deutschen Bauernvolkes: Die Siebenbürger Sachsen, (ed. Retzlaff, Hans), Berlin: Verl. Grenze u. Ausland, 1934
- Aufgaben unseres volkskirchlichen Aufbaues, Sibiu: Honterus-Buchdruckerei u. Verlagsanst. d. evang. Landeskirche A. B. in Rumänien, [aprox. 1936]
- Aufgaben des Weltprotestantismus, Sibiu, 1936
- Eröffnungsansprache zur 36. Landeskirchenversammlung, Sibiu, 1938
- Christ in seinem Volk unter den Völkern, Sibiu, 1938
- Der geschichtliche und der religiöse Anspruch der paulinischen Botschaft von Christi Tod und Auferstehung, Berlin: Töpelmann, 1939
- Offenbarung und Weltanschauung, Berlin: Evang. Bund, 1939
- Wer zu mir kommt, den werde ich nicht hinausstoßen, Sibiu, 1940
- Unser Gott, Sibiu, 1940
- Abschied von Bischof D. Dr. Viktor Glondys, Sibiu: [Honterus-Druckerei], 1941
- Tagebuch. Aufzeichnungen von 1933 bis 1949, editat de Arbeitskreis für Geschichte und Kultur der deutschen Siedlungsgebiete (Johann Böhm și Dieter Braeg), coord. de Johann Böhm, Dinklage 1997, ISBN: 3-928389-12-2

## Legături externe
- de Viktor Glondys în Catalogul Bibliotecii Naționale a Germaniei (Informații despre Viktor Glondys • PICA • Căutare pe site-ul Apper)

## Vezi și
- Lista episcopilor luterani ai Transilvaniei